# Iwaizumi
Iwaizumi (jap. 岩泉町 Iwaizumi-chō) – miasto w Japonii położone na wyspie Honsiu w powiecie Shimohei, w prefekturze Iwate. Ma powierzchnię 992,36 km². W 2020 r. miejscowość zamieszkiwało 8 726 osób, w 3 943 gospodarstwach domowych  (w 2010 r. 10 804 osoby, w 4 350 gospodarstwach domowych) .

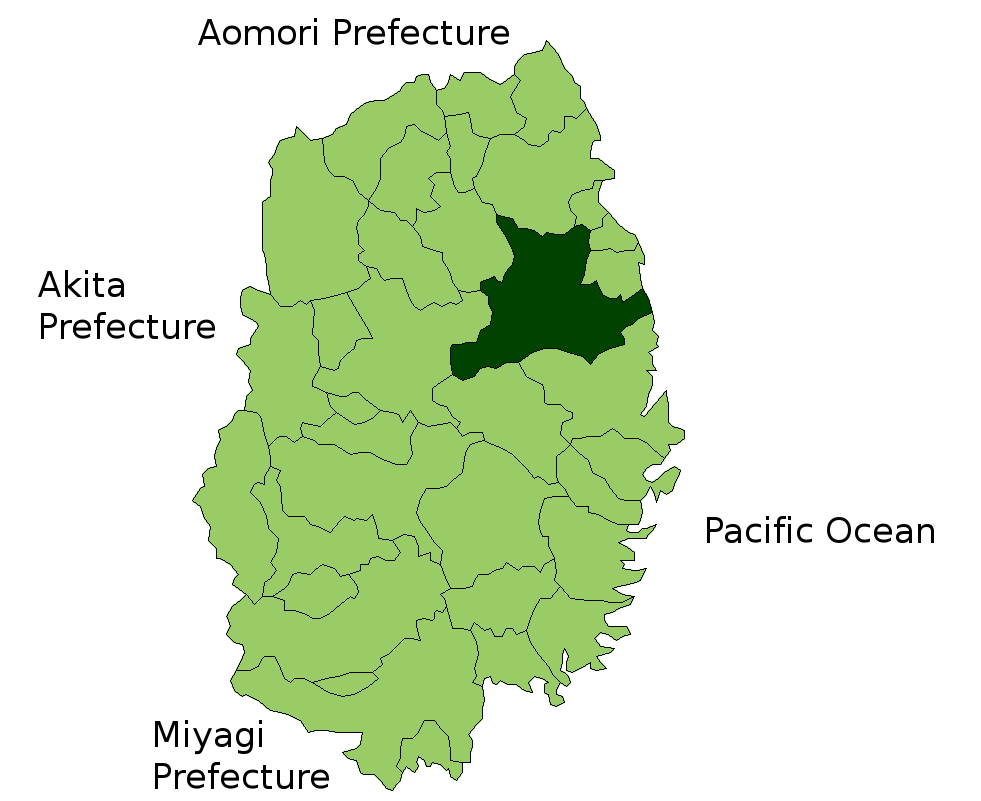
Lokalizacja miasta w prefekturze Iwate

W pobliżu miejscowości znajduje się jedna z największych wapiennych jaskiń w Japonii Ryūsendō.